# Киргиляхский мамонт

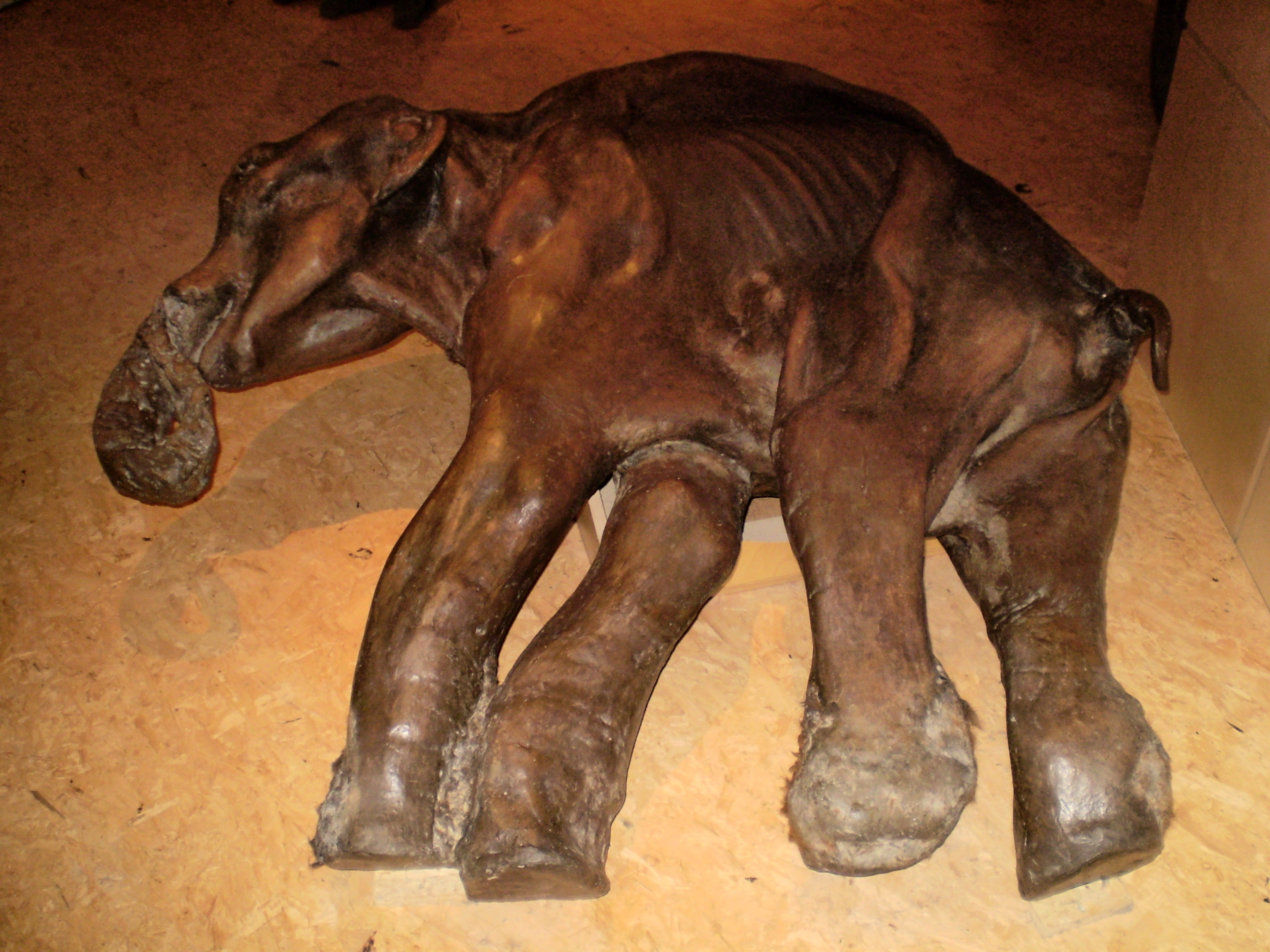
Извлечённый из многолетней мерзлоты мамонтёнок Дима

Киргиляхский мамонт (или мамонтёнок Дима) — ископаемый мамонт. Уникальный музейный экспонат и предмет палеонтологических исследований. До обнаружения в 2007 году мамонтёнка Любы был единственным в мире полностью сохранившимся мамонтом, известным науке.

## История находки
Тело ископаемого мамонта было найдено на прииске имени Фрунзе бригадой старателей из артели «Знамя» утром 23 июня 1977 года близ ручья Дима в долине реки Киргилях при впадении её в реку Бёрёлёх (Сусуманский район, Магаданская область) на глубине 2 метров от поверхности земли. Первым обнаружил тушу водитель бульдозера А. В. Логачёв, который производил работы по вскрытию предполагаемого золотоносного месторождения, подготавливая полигон для промывки песка. Сдвинув бульдозером очередной пласт земли, он обнаружил необычный предмет буро-рыжего цвета. Рассмотрев свою находку, он понял, что нашёл нечто уникальное. О чем тут же директор прииска «Русалев И. Д. сообщил в Магадан директору Северо-Восточного комплексного НИИ (СВКНИИ) академику Н. А. Шило». Параллельно «директор Сусуманского ГОКа направил телеграмму в Президиум АН СССР» (Москва). Хотя ученые прибыли к месту раскопок на 3 день, в холодильник тело привезли уже размороженным только через 10 дней. На месте обнаружения и при транспортировке обнаруженная туша частично оттаяла и была повреждена собаками. Находку изучили силами СВКНИИ, законсервировали и отправили самолётом в Ленинград. Работами по консервации и доставке руководил Анатолий Ложкин.

## Описание
Тело мамонтёнка имеет рост 104 см и массу около 90 кг. Возраст на момент смерти оценивается в 6—7 месяцев. Период жизни по разным оценкам составляет от 13 до 40 тысяч лет назад. Предполагается, что незадолго до своей гибели мамонтёнок поранил ногу, свалился в яму, наполненную водой и грязью, не смог оттуда выбраться, замёрз и утонул. В дальнейшем морозный климат превратил грязь и лёд в естественный консервант. Степень сохранности туши оценивается как почти 100 %. Кожа, внутренности и мягкие ткани мамонта прекрасно сохранились. Шерсть также сохранилась, но при оттаивании туши отвалилась.

## Происхождение имени
Имя Дима происходит от названия небольшого ручья, вблизи которого был найден мамонтёнок.

## Научное значение находки
Обнаружение туши мамонта сразу же было признано научной сенсацией мирового масштаба. Это был первый случай обнаружения туши мамонта в современное время и в виде, пригодном для исследований. Кроме того, из всех когда-либо обнаруженных туш мамонта Дима находился в наилучшей степени сохранности. Благодаря этому были изучены особенности анатомического строения мамонтов, получены сведения об обстоятельствах их жизни.

## Современное состояние
По состоянию на январь 2010 года Дима входит в коллекцию Зоологического музея Зоологического института РАН. Однако интерес к этому экспонату во всём мире большой, поэтому экспонат ежегодно вывозится из музея (в том числе за пределы России) для демонстрации в музейных экспозициях и временных выставках.

## В культуре
- В Якутске стоит памятник мамонтёнку Диме.
- Обнаружение мамонтёнка вдохновило различных людей творческих профессий на создание рассказов, стихов и даже мультфильмов («Мама для мамонтёнка» и «Про мамонтёнка»).
  - В 1987 году студия «Диафильм» выпустила диафильм «Мама для мамонтёнка» (художник В. Казарук).
- В сборнике флотских рассказов А. Покровского «Расстрелять!» есть эпизод с описанием истории мамонтёнка Димы в несколько утрированном варианте.